# Хайнань цзюньцзяхуа
Хайнань цзюньцзяхуа 軍家話 — диалект китайского языка, относящийся к Цзянхуайской ветви (также известна как Нижней Янцзы мандарин, распространена по больше части в провинции Цзянсу, в центральной части провинции Аньхой, северо-восточной части провинции Хубэй, северной части провинции Цзянси и др. провинциях с населением более 7 млн человек).

## Языковые характеристики
Хайнань цзюньцзяхуа основан на диалекте Гань (потомками Хайнань цзюньцзяхуа является в основном Ганьдун, уезд Цзиньси в Фучжоу), он объединяет гуандунский, южнофуцзяньский, хакка и др. диалекты, поэтому необходимо знать путунхуа или один из трех диалектов, которые достаточно легко понять. В прошлом некоторые люди в шутку говорили, что они «могут говорить на Хайнань цзюньцзяхуа и путешествовать по всему миру». Как правило, любой, кто знает Хайнань цзюньцзяхуа, может понять три других диалекта. Он может изменяться в соответствии со звуками диалектов, на которых обычно говорят в близлежащих городах. Например, в городе Пинхай, провинция Гуандун, каждое поколение говорит на Хайнань цзюньцзяхуа, который не очень похож, и большинство молодых людей, когда идут учиться или работать сталкиваются с частым использованием мандаринского или кантонского диалектов, поэтому их Хайнань цзюньцзяхуа содержит больше мандаринского или кантонского диалекта.

## Полемика
Некоторые ученые, изучавшие Хайнань цзюньцзяхуа, считают, что люди Фучжоу составляют большую часть семей военных и с большей вероятностью образуют сильный состав. Поэтому народ Фучжоу, особенно жители округа Цзиньси, скорее всего, сохранят диалект своей прародины. Чтобы передать диалект своей прародины из поколения в поколение, они установили, что все девушки, которые вышли замуж, должны говорить дома на Хайнань цзюньцзяхуа. Такой подход действительно оказался весьма успешным в сохранении диалекта. Исследователи считают, что развитие сегодняшнего Хайнань цзюньцзяхуа можно условно разделить на три уровня: диалект прародины, диалект Гань и диалект хакка.
Некоторые исследователи считают, что в первые годы правления Шуньчжи династии Цин из-за того, что Упин сопротивлялся цинским солдатам, население города было уничтожено три раза, и он почти стал пустым городом. 600 городских воинов, переданных цинским правительством в Упин, были разоружены. Сержанты прибыли из Цзянси, Чжэцзяна, Аньхоя, Шаньдуна, Сычуани и Фуцзяня, язык был сложным, и в их взаимодействиях часто возникали языковые барьеры. Чтобы привыкнуть к жизни, развивать производство, устраивать, появилась потребность в общем языке. Поэтому, основываясь на некоторых диалектах Ган, которые легче освоить каждому, сформировался диалект «солянки». После долгого периода он стал уникальным диалектом. Поскольку предки диалекта имели военный статус, люди называли его военным диалектом.

## Особенности
Древние полные звонкие согласные, независимо от древних четырёх тонов, обычно произносятся с придыханием. Например, 爬phai、皮phi、大 thai、坐tsho、盘phuen.
В диалекте присутствуют звонкие согласные, которые произносятся без придыхания. Например, 笨pen、队ti.
В большинстве районов, говорящих на военном диалекте, современное произношение иероглифов первого и третьего классов отличается. В иероглифах 1 класса отсутствует медиаль i, в 3 классе (за исключением лабиальных звуков) есть медиаль i. Например, 聋、工 、速、屋 、龙、弓 、粟 、育.
Большинство выражений и слов совпадают с диалектом Хакка. Например, 马荠（荸荠）、米皮糠、今朝（今天）、天光(明天)、大前日（大前天）、当昼（中午）、鸡舅婆（癞蛤蟆）、灶下（厨房）、涿雨（淋雨）、树仁（树脂）、担竿（扁担）、紧族*（咳嗽）、捡秋*（收拾）等等.
Военный диалект имеет тоны, как и у диалекта Гань: восходящий, нисходящий, тоны инь (соответствует 3 тону в путунхуа) и янь. Например, 宜丰、宜春、上高、清江、新干、万安、贵溪、乐平.
Военные диалекты, такие как «棍、困、滚、军、裙», — это все произношения khvin или kvin, которые крайне редко встречаются в диалекте хакка, но принадлежат диалекту Гань.